# غاموفو (بيرم)
غاموفو (بالروسية: Гамово) هي مدينة في مقاطعة بيرم كراي في روسيا.